# Братківка
Братківка (пол. Bratkówka) — село в Польщі, у гміні Вояшувка Кросненського повіту Підкарпатського воєводства.
Населення — 612 осіб (2011).

## Історія
Первісним населенням були замішанці, які з часом полонізувались. Проте навіть у ХХ столітті в селі проживали греко-католики, які ходили до церкви у сусідньому селі Ріпник.
Братківка відома з XIV століття. Її власниками були дідичі замку Соб'єн (Собан) поблизу Сяніка. Клеменс Москажевські (Климент Москаревський) придбав у Генрика Соб'єнські села поблизу замку Одриконь 1397 року Войківку і Братківку.
У XVI столітті, село 1512-го одержало і нових власників. Ними стала родина Кам'янецьких, власники замку Кам'янець поблизу тодішнього міста Одриконь: спершу Мартин (Мартін), підкоморій сяніцький, а згодом його син Іван (Ян), воєвода подільський, похований у Кросно в костелі францисканців.
Також відомо, що у XV столітті уродженці Братківки, Андрій і Микола, очолювали село Ящів (Jaszczew), що перебувало на німецькому праві. Згодом інші селяни з тієї ж Братківки, Іван (Jan) та Рафал Яжвецькі (Rafał Jaźwiecki), у 1447 році також підтверджували власність Ящева.
Село, щоправда із назвою Братнівка, згадане як населений пункт із жителями-українцями у книзі спогадів патріарха Київського і всієї України Димитрія (Яреми).
У 1939 році в селі проживало 580 мешканців (110 українців, 460 поляків і 5 євреїв).
У 1975-1998 роках село належало до Кросненського воєводства.

## Демографія
Демографічна структура станом на 31 березня 2011 року:
|          | Загалом | Допрацездатний вік | Працездатний вік | Постпрацездатний вік |
| -------- | ------- | ------------------ | ---------------- | -------------------- |
| Чоловіки | 312     | 70                 | 211              | 31                   |
| Жінки    | 300     | 42                 | 196              | 62                   |
| Разом    | 612     | 112                | 407              | 93                   |

## Пам'ятки
У селі є давній маєток родини Старовєйських, де народились Францішек Старовєйський, графік і маляр, а також есеїстка і критик Зоф'я Старовєйська-Морстінова. Зараз у приміщенні колишнього маєтку функціонує початкова школа імені ще одного представника роду — Станіслава Старовєйського.